# بیت همیس (یمن)
 بیت همیس  نام روستایی است در عزلهٔ (الجبوب)، در ناحیهٔ (کسمة)، از توابع استان عَمران در کشور یمن در شبه جزیره عربستان است. 
جمعیت آن ۷۱ نفر (۵ خانوار) می‌باشد.